# مسجد علاء الدين
مسجد علاء الدين (بالتركية: Alâeddin Camii)‏ هو مسجد جامع يقع في قونية، تركية.
بدأ العمل في البناء تحت حكم السلطان مسعود الأول عام 510 هـ / 1116 م، وأُنجز في ظل حكم السلطان علاء الدين كيقباذ الأول سنة 635 هـ / 1237 م.

## أعلام
- ركن الدين مسعود
- كيخسرو الأول
- سليمان شاه الثاني
- كيخسرو الثالث
- قلج أرسلان الثاني